# Kajsa Grytt
Kajsa Johanna Grytt (Stoccolma, 20 giugno 1961) è una cantautrice svedese.

## Biografia
All'età di 17 anni, Kajsa Grytt ha fatto parte della prima formazione del gruppo punk al femminile Kasern 9, poi rinominato in Pink Champagne, che ha lasciato prima della pubblicazione del primo disco per entrare a far parte dei Tant Strul come chitarrista e, successivamente, anche come cantante. Con i Tant Strul ha pubblicato tre album fino al loro scioglimento nel 1985; per altri quattro anni ha continuato a esibirsi in duo insieme alla tastierista del gruppo Malena Jönsson come Kajsa & Malena, pubblicando altri due dischi.
Nel 1990 Kajsa Grytt ha firmato il suo primo contratto discografico come cantante solista con la EMI, su cui ha pubblicato il suo album di debutto eponimo l'anno successivo, seguito da Revolution nel 1994. Quest'ultimo è entrato nella classifica svedese al 41º posto, un risultato al di sotto delle aspettative dell'etichetta, che non ha rinnovato il suo contratto.
La cantante è tornata alla ribalta con il suo terzo disco Är vi på väg hem?, uscito nel 2003 e accolto favorevolmente dalla critica (Aftonbladet gli ha assegnato cinque stelle su cinque) e dal pubblico (ha infatti raggiunto la 28ª posizione della classifica nazionale). Nel 2006 è uscito l'album successivo, Brott & straff - historier från ett kvinnofängelse, per la realizzazione del quale la cantante ha collaborato con varie detenute nelle carceri femminili svedesi, scrivendo la musica intorno ai testi scritti da loro.
Nel 2011 Kajsa Grytt ha ottenuto il piazzamento più alto della sua carriera nella Sverigetopplistan con il suo quinto album En kvinna under påverkan, che ha raggiunto il 13º posto. Nel 2014 ha preso parte al programma televisivo musicale Så mycket bättre su TV4. Per celebrare i 40 anni della sua carriera, nel 2019 la cantante ha realizzato una tournée che l'ha portata in altrettante città della Scandinavia.

## Discografia

### Album in studio
- 1982 – Kajsa Grytt
- 1983 – Revolution
- 2003 – Är vi på väg hem?
- 2006 – Brott & straff - historier från ett kvinnofängelse
- 2011 – En kvinna under påverkan
- 2013 – Jag ler, jag dör
- 2014 – Vad har jag gjort - en samling
- 2018 – Kniven i hjärtat

### EP
- 2013 – Dubious Sessions
- 2014 – Så mycket bättre

### Singoli
- 1990 – Vår tur nu
- 1990 – Som om himmelen var här/Come Give Me Love
- 1994 – Visa hur man älskar
- 1994 – I ditt regn
- 1995 – Solen i dig (con Staffan Hellstrand)
- 2003 – Ökensand
- 2003 – Farlig liten jävul
- 2006 – Ett kvinnofängelse
- 2011 – Du ska ramla och trilla
- 2013 – Samla
- 2013 – Du ler, du dör
- 2015 – Ja e inte som ni
- 2016 – Bara vi står ut - fadern
- 2017 – Bron
- 2017 – Mina girls
- 2018 – Kniven i hjärtat
- 2018 – Här nu